# Fiesta Bowl 2024 (décembre)
Match précédent Match suivant

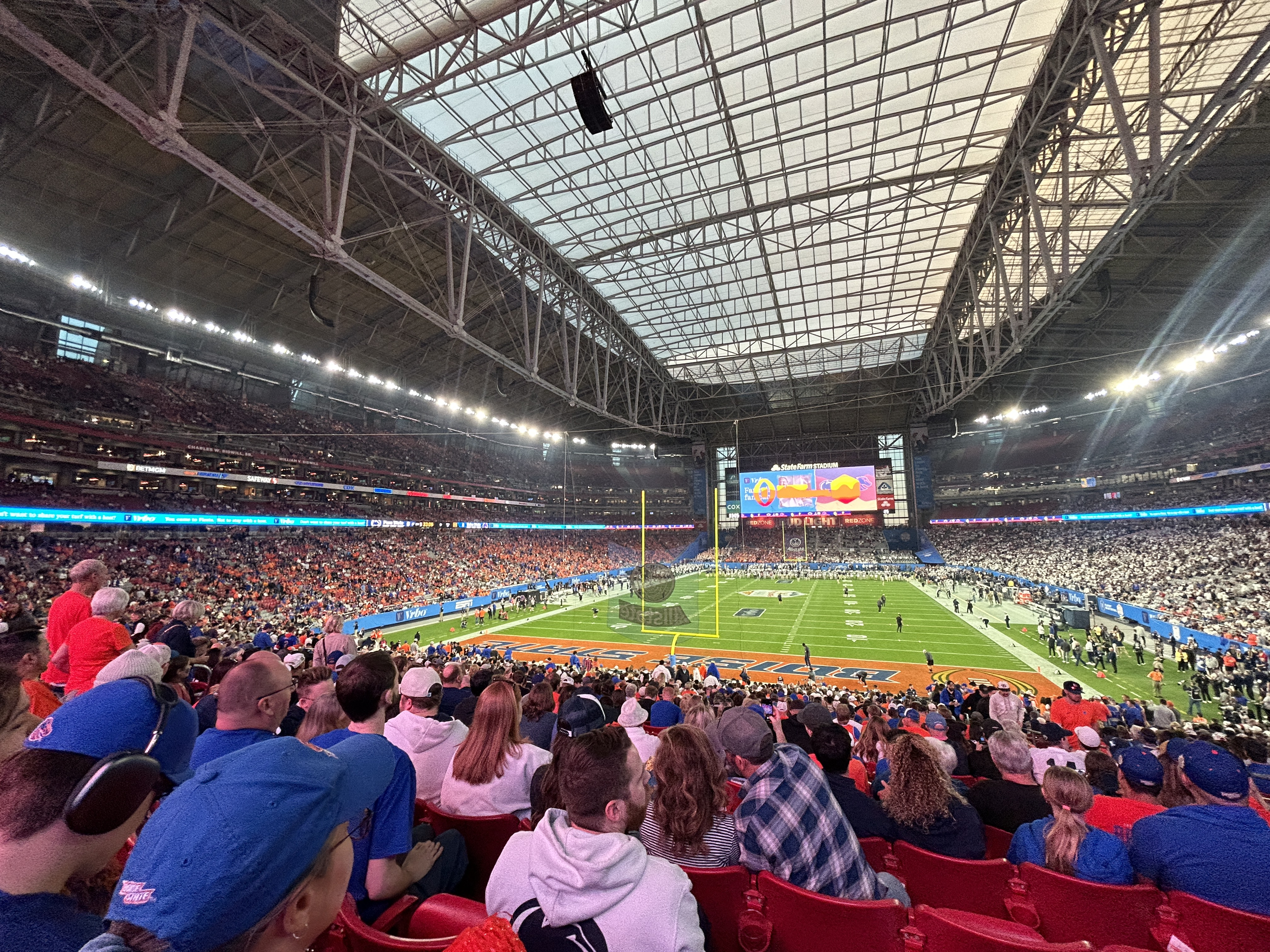
Fiesta Bowl 2024.

Le Fiesta Bowl 2024 (décembre) est un match de football américain de niveau universitaire joué après la saison régulière de 2024, le 31 décembre 2024, au State Farm Stadium de Glendale en Arizona.
Il est un des quarts de finale du tournoi du College Football Playoff.
Il s'agit de la 54e édition du Fiesta Bowl.
Programmé à 17 h 30 locale, la rencontre est retransmise en télévision sur ESPN,,.
Sponsorisé par la société Vbro (en), le match est officiellement dénommé le Vbro Fiesta Bowl 2024.
Penn State remporte le match 31 à 14  et se qualifie pour la demi-finale du CFP jouée le 9 janvier 2025 à l'occasion de l'Orange Bowl 2025,.

## Équipes
Le mach met en présence deux équipes sélectionnées à l'issue de la saison régulière par le Comité du College Football Playoff (CFP).
Boise State est considérée comme l'équipe jouant à domicile : dispensée du premier tour du tournoi du CFP, elle est considérée comme 3e tête de série du tournoi,.
Penn State est considérée comme l'équipe visiteuse : issue du premier tour où elle a battu 38 à 10 les Mustangs de SMU, elle est considérée comme 6e tête de série du tournoi.
Le vainqueur accède à la demi-finale du CFP jouée à l'occasion de l'Orange Bowl 2025.
Il s'agit de la 1re rencontre entre les deux équipes.
| Équipes                                                                                                | Couleurs | Conférences | Entraîneurs                      | Stats. saison rég. | Classements avant le bowl | Classements avant le bowl | Classements avant le bowl |
| --- | -------- | ----------- | -------------------------------- | ------------------ | ------------------------- | ------------------------- | ------------------------- |
| Équipes                                                                                                | Couleurs | Conférences | Entraîneurs                      | Stats. saison rég. | CFP                       | AP                        | Coaches                   |
| Nittany Lions de Penn State                                                                            |          | Big 10      | James Franklin (en) (11e saison) | 12 - 2             | no 4                      | no 5                      | no 5                      |
| Broncos de Boise State                                                                                 |          | MW          | James Franklin (en) (2e saison)  | 12 - 1             | no 9                      | no 8                      | no 8                      |
| - Arbitre : Steve Marlowe (SEC) - Équipe donnée favorite par les bookmakers : Penn State par 11 points |          |             |                                  |                    |                           |                           |                           |

### Nittany Lions de Penn State
Penn State termine la saison régulière avec un bilan de 11 victoires et 1 défaite (8-1 en matchs de conférence) en ayant rencontré deux équipes classées dans le Top 25 de l'AP (victoire 21-7 contre #19 Illinois et défaite 13-30 contre #4 Ohio State). Ils perdent ensuite la finale de conférence Big Ten contre #1 Oregon,.
Désignés no 4 au classement final du CFP et no 5 aux classements AP et Coaches, ils sont qualifiés pour le tournoi final du College Football Playoff 2024.
Considérés comme 6e tête de série, lors du premier tour du tournoi, ils battent SMU 38 à 10.
Il s'agit de leur 15e participation au Fiesta Bowl (bilan de 12-2) et leur 55e bowl de leur histoire (32 victoires, 18 défaites et  nuls).
| Logo     | Postes             | Joueurs                                         | Statistiques                                                                              |
| -------- | ------------------ | ----------------------------------------------- | ----------------------------------------------------------------------------------------- |
|          | Quarterback        | Drew Allar                                      | 237/346 passes réussies pour 3 021 yards, 21 TDs, 7 interceptions, évaluation QB de 157,8 |
| Coureur  | Nicholas Singleton | 145 courses pour 928 yards nets gagnés et 8 TDs |                                                                                           |
| Receveur | Tyler Warren       | 92 réceptions pour 1 095 yards et 6 TDs         |                                                                                           |

### Broncos de Boise State
Boise State termine sa saison régulière avec un bilan de 11 victoires et 1 défaite (7-0 en matchs de conférence). Ils n'ont rencontré qu'une seule équipe classée dans le Top 25 de l'AP au cours de la saison régulière (défaite 34-37 contre #7 Oregon). Ils remportent ensuite la finale de la conférence Mountain West 21 à 7 contre #20 UNLV.
Désignés no 9 au classement final du CFP et no 8 aux classements AP et Coaches, ils se qualifient pour le tournoi finale du CFP.
Leur titre de champion de conférence leur permet d'être considérés comme 3e tête de série du tournoi et  sont ainsi exemptés du premier tour de la compétition.
Il s'agit de leur 4e participation au Fiesta Bowl (3 victoires) et le 22e bowl de leur histoire (bilan de 13-8).
| Logo     | Postes         | Joueurs                                            | Statistiques                                                                              |
| -------- | -------------- | -------------------------------------------------- | ----------------------------------------------------------------------------------------- |
|          | Quarterback    | Maddux Madsen                                      | 224/361 passes réussies pour 2 714 yards, 22 TDs, 3 interceptions, évaluation QB de 143,7 |
| Coureur  | Ashton Jeanty  | 344 courses pour 2 497 yards nets gagnés et 29 TDs |                                                                                           |
| Receveur | Cameron Camper | 55 réceptions pour 837 yards et 4 TDs              |                                                                                           |

## Résumé du match
Début du match à 17 h 40 locales, fin à 21 h 13 locales pour une durée totale de jeu de 3 h 32 min. Joué en in door (stade fermé).
| QT            | Temps         | Drive         | Drive         | Drive         | Équipe        | Description de l'action                                                                                       | Score | Score |
| ------------- | ------------- | ------------- | ------------- | ------------- | ------------- | --- | ----- | ----- |
| QT            | Temps         | Jeux          | Yards         | TDP           | Équipe        | Description de l'action                                                                                       | PSU   | BSU   |
| 1             | 06:40         | PSU           | 9             | 72            | 04:01         | TD de 11 yards par le TE Tyler Warren (passe du QB Drew Allar + 1 pt de conversion par le K Ryan Barke)       | 7     | 0     |
| 1             | 03:35         | PSU           | 4             | 56            | 01:21         | TD de 38 yards par le WR Omari Evans (passe du QB Drew Allar + 1 pt de conversion par le K Ryan Barke)        | 14    | 0     |
|               |               |               |               |               |               | |       |       |
| 2             | 08:41         | BSU           | 8             | 52            | 04:21         | TD à la suite d'une course de 8 yards par le FB Tyler Crowe (+ 1 pt de conversion par le K Jonah Dalmas)      | 14    | 7     |
| 2             | 00:00         | PSU           | 9             | 41            | 01:01         | FG de 40 yards par le K Ryan Barker                                                                           | 17    | 7     |
|               |               |               |               |               |               | |       |       |
| 3             | 11:38         | BSU           | 5             | 83            | 02:28         | TD de 53 yards par le TE Matt Lauter (passe du QB Maddux Madsen + 1 pt de conversion par le K Jonah Dalmas)   | 17    | 14    |
| 3             | 07:22         | PSU           | 11            | 75            | 04:16         | TD de 13 yards par le TE Tyler Warren (passe du QB Drew Allar + 1 pt de conversion par le K Ryan Barker)      | 24    | 14    |
|               |               |               |               |               |               | |       |       |
| 4             | 04:54         | PSU           | 7             | 79            | 04:26         | TD à la suite d'une course de 58 yards par le RB Nicholas Singleton (1 pt de conversion par le K Ryan Barker) | 31    | 14    |
| Score final : | Score final : | Score final : | Score final : | Score final : | Score final : | Score final :                                                                                                 | 31    | 14    |

## Statistiques
| Systèmes | Noms                 | Postes | Équipe     |
| -------- | -------------------- | ------ | ---------- |
| Attaque  | Tyler Warren (en)    | TE     | Penn State |
| Défense  | TZakee Wheatley (en) | S      | Penn State |

| Statistiques                          | Nittany Lions de Penn State                             | Broncos de Boise State                                  |
| ------------------------------------- | ------------------------------------------------------- | ------------------------------------------------------- |
| 1er down                              | 21                                                      | 25                                                      |
| 1er down à la course                  | 10                                                      | 7                                                       |
| 1er down à la passe                   | 8                                                       | 14                                                      |
| 1er down suite pénalité               | 3                                                       | 4                                                       |
| Conversion de 3e down                 | 5/13                                                    | 8/15                                                    |
| Conversion de 4e down                 | 0/0                                                     | 0/1                                                     |
| Jeux–yards                            | 66 jeux pour 387 yards                                  | 75 jeux pour 412 yards                                  |
| Yards à la course                     | 41 courses pour 216 yards (moyenne de 5,3 yards/course) | 40 courses pour 108 yards (moyenne de 2,7 yards/course) |
| Yards à la passe                      | 171                                                     | 304                                                     |
| Passes: Réussies-Tentées-Interceptées | 13/25 passes complétées, 0 interception                 | 23/35 passes complétées, 3 interception                 |
| Réussite en zone rouge/chances        | 2/2                                                     | 1/3                                                     |
| TD                                    | 4 (1 à la course, 3 à la passe)                         | 2 (1 à la course, 1 à la passe)                         |
| Field Goals                           | 1/1                                                     | 0/2                                                     |
| Sacks (Nombre-Yards)                  | 3 sacks pour 26 yards adverses perdus                   | 4 sacks pour 28yards adverses perdus                    |
| Fumbles (Nombre/Perdus)               | 1/1                                                     | 2/1                                                     |
| Pénalités (Nombre/Yards perdus)       | 10 pour 98 yards perdus                                 | 13 pour 90 yards perdus                                 |
| Temps de possession                   | 25:56                                                   | 34:04                                                   |

| Nittany Lions de Penn State |                      |                                                                                                 |
| Quarterback                 | Drew Allar           | 15/23 passes complétées, 171 yards, 0 interception, 3 TDs, 4 sackssubis, évaluation QB de 149,1 |
| Meilleurs coureurs          | Kaytron Allen        | 17 courses pour 134 yards, moyenne de 7,9 yards/course                                          |
| Meilleurs coureurs          | Nicholas Singleton   | 12 courses pour 87 yards, 1 TD, moyenne de 7,3 yards/course                                     |
| Meilleurs receveurs         | Tyler Warren         | 6/11 réceptions pour 62 yards gagnés, 2 TDs                                                     |
| Meilleurs receveurs         | Omari Evans          | 2 réceptions pour 55 yards, 1 TD                                                                |
| Meilleurs receveurs         | Harrison Wallace III | 3/4 réceptions pour 37 yards                                                                    |
| Meilleurs receveurs         | Luke Reynolds        | 2 réceptions pour 16 yards                                                                      |
| Meilleur défenseur          | Jaylen Reed          | 8 plaquages dont 4 en solo, 1 TFL (11 yards), 1 sack (11 yards)                                 |
| Broncos de Boise State      |                      |                                                                                                 |
| Quarterback                 | Maddux Madsen        | 23/35 passes complétées, 304 yards, 13 interceptions, 1 TD, 3 sacks subis, évaluation QB de 131 |
| Meilleur coureur            | Ashton Jeanty        | 30 courses pour 104 yards, moyenne de 3,5 yards/course                                          |
| Meilleur coureur            | Tyler Crowe          | 1 course pour 8 yards, 1 TD                                                                     |
| Meilleur coureur            | Jambres Dubar        | 2 courses pour −1 yard                                                                          |
| Meilleur coureur            | Maddux Madsen        | 7 courses pour -3 yards                                                                         |
| Meilleur receveur           | Matt Lauter          | 4 réceptions pour 96 yards, 1 TD                                                                |
| Meilleur receveur           | Cameron Camper       | 3 réceptions pour 66 yards                                                                      |
| Meilleur receveur           | Prince Strachan      | 4 réceptions pour 40 yards                                                                      |
| Meilleur receveur           | Latrell Caples       | 4 réceptions pour 30 yards                                                                      |
| Meilleur receveur           | Matt Wagner          | 2 réceptions pour 24 yards                                                                      |
| Meilleur receveur           | Ashton Jeanty        | 3 réceptions pour 22 yards                                                                      |
| Meilleur receveur           | Austin Bolt          | 2 réceptions pour 14 yards                                                                      |
| Meilleur receveur           | Ben Ford             | 1 réceptions pour 12 yards                                                                      |
| Meilleur défenseur          | Benefield Ty         | 9 plaquages dont 6 en solo                                                                      |